# Alex Simonsson
Carl Alexander (Alex) Simonsson,  född den 6 december 1893 i Stockholm, död där den 23 juli 1968, var en svensk sjömilitär. Han var måg till Johan Axel Almqvist.
Simonsson blev fänrik i flottan 1916 och löjtnant 1918. Han genomgick Sjökrigshögskolans tekniska minkurs 1925–1926 och navigationslärarkurs 1927–1928. Simonsson var kadettofficer vid Sjökrigsskolan 1923–1927 och 1931–1932, minofficer vid marinförvaltningen och örlogsvarven 1927–1935 och assistent vid marinförvaltningen 1935–1938. Han blev kapten 1929, kommendörkapten av andra graden 1938 och av av första graden 1941. Simonsson var ledamot av marinförvaltningen och chef för dess nautiska avdelning 1939–1940 och 1942–1943. Han befordrades till kommendör 1944. Simonsson var chef för Stockholms örlogsvarv 1944–1948, för marinförvaltningens vapenavdelning 1948–1950 och för Karlskrona örlogsvarv 1950–1954. Han beviljades avsked 1954. Simonsson invaldes som ledamot av Örlogsmannasällskapet 1935 och av Krigsvetenskapsakademien 1949. Han blev riddare av Svärdsorden 1937, kommendör av andra klassen av samma orden 1948 och kommendör av första klassen 1950. Simonsson vilar på Galärvarvskyrkogården i Stockholm.